# سابرينا واشنطن
سابرينا واشنطن (بالإنجليزية: Sabrina Washington)‏ هي مغنية مؤلفة ومغنية بريطانية، ولدت في 27 أكتوبر 1978 في غريفزند ‏ في المملكة المتحدة.

## وصلات خارجية
- الموقع الرسمي
- سابرينا واشنطن على موقع IMDb (الإنجليزية)
- سابرينا واشنطن على موقع ميوزك برينز (الإنجليزية)
- سابرينا واشنطن على موقع ميوزك برينز (الإنجليزية)
- سابرينا واشنطن على موقع ديسكوغز (الإنجليزية)
- سابرينا واشنطن على موقع قاعدة بيانات الفيلم (الإنجليزية)